# 코드: 사이버 공간의 법이론
《코드: 사이버 공간의 법이론》(Code and Other Laws of Cyberspace), 1999년)은 크리에이티브 커먼즈의 설립자이자 미국의 법학자인 로런스 레식의 대표 저서이다.
이 책의 기본 아이디어는, 제목에 나온 것처럼, 컴퓨터 코드들이 현실의 법 코드처럼 작동하리라는 것이다. 일반적으로 말하자면, 레식은 법, 표준, 시장, 구조의 네 가지가 중요한 규제장치가 될 것이라고 주장한다.
또한 이 책에는 저작권을 둘러싼 논쟁이 포함되어 있다. 사이버스페이스는 복사 기술을 바꿨을 뿐만 아니라, 불법복제를 차단하는 법의 효력에도 큰 영향을 미친다. 뒤이어 공정 이용(fair use)과 같은 새로운 방식의 저작권 법에 대해서도 논의하고 있다.
2005년 3월, 레식은 Code V.2 위키를 만들어 책의 내용을 계속 업데이트하고 있다.

## 같이 보기
- 사이버스페이스
- 정보 사회